# 刘玉德
刘玉德（1926年—2001年），男，直隶（今河北）赵县人，中华人民共和国军事人物，曾任中国人民解放军山东省军区司令员。